# Bertrand Cousin
Pour les articles homonymes, voir Cousin.
Bertrand Cousin, né le 12 janvier 1941 à Brest, est un homme politique français.

## Biographie
Bertrand Cousin, ancien élève de l’ENA (promotion Jaurès), a exercé des activités dans trois domaines.  
Dans l’administration, il est maître des requêtes au Conseil d’Etat, secrétaire général du Haut Comité de la Jeunesse et des Sports, directeur du service juridique et technique de l’information du Premier Ministre, Secrétaire Général de la Société de télévision FR3 et professeur associé à l’université de Paris Dauphine (Droit de la Communication).
En politique, il est adjoint au maire de Brest, vice-président de la région Bretagne (Finance et plan) et député des Côtes d’Armor puis du Finistère.  
Dans les médias, il est secrétaire général de la société nationale de télévision FR3, directeur général adjoint du groupe Hersant, gérant de l’Agence Française de Communication, directeur général adjoint du groupe Havas et conseiller spécial du Président de Vivendi Universal. Conseiller du Président du directoire d’Editis ; Trésorier du Syndicat National de l’Edition et représentant à la Fédération Européenne de l’Edition. Il est administrateur du Forum du Futur.

## Mandats électifs
- Député du département des Côtes d'Armor (1986 - 1988)
- Député de la deuxième circonscription du Finistère (1993-1997)